# Stenodynerus vergesi
Stenodynerus vergesi is een vliesvleugelig insect uit de familie van de plooivleugelwespen (Vespidae). De wetenschappelijke naam van de soort is voor het eerst geldig gepubliceerd in 1961 door Giordani Soika.